# 蓬萊胡頹子
蓬萊胡頹子（学名：Elaeagnus formosensis）为胡頹子科胡頹子屬下的一个种，也稱大橋胡頹子。胡頹子一屬中，唯一花色與眾不同者，就屬大橋胡頹子（植物誌稱蓬萊胡頹子 E. formosensis）。只要花開，分辨不難。攀緣性灌木；幼株銀褐色。葉革質，闊卵形至圓形，長4-8cm，寬2.5-6cm，先端鈍或圓。花黃色，花被筒近方形。單生或在短枝上成總狀花序。果闊橢圓形至橢圓形。臺灣特有植物，非常稀有，南部低至中海拔地區灌叢中偶見。

## 扩展阅读
- 維基物種上的相關：蓬萊胡頹子